# Saison 2015 des Astros de Houston
La saison 2015 des Astros de Houston est la 54e saison en Ligue majeure de baseball pour cette franchise et sa 3e en Ligue américaine.
Deux ans après avoir perdu 111 matchs, les Astros en gagnent 86 contre 76 défaites en 2015, une amélioration de 16 victoires sur l'année précédente, pour réussir leur première saison gagnante depuis 2008 et prendre le second rang de la division Ouest de la Ligue américaine, deux matchs derrière les Rangers du Texas. Ils frappent 230 coups de circuit en 2015, le second plus haut total du baseball majeur mais mènent aussi la Ligue américaine pour la 3e année de suite en étant retirés 1 392 fois sur des prises.
Qualifiés pour la première fois depuis 2005 en séries éliminatoires, les Astros éliminent les Yankees de New York lors du match de meilleur deuxième de la Ligue américaine. Passés à 6 retraits de détrôner les champions de la Ligue américaine, les Royals de Kansas City, les Astros s'avouent vaincus au bout de 5 matchs de Série de divisions.

## Contexte
Risée du baseball majeur de 2011 à 2013 avec des saisons de 106, 107 et 111 défaites, respectivement, les Astros améliorent leur fiche par 19 victoires en 2014. Ils connaissent une 8e saison perdante consécutive mais terminent 4e sur 5 clubs dans la division Ouest de la Ligue américaine et 26e sur 30 équipes dans les majeures avec 70 succès et 92 revers. Leur vedette José Altuve est le premier joueur des Astros champion frappeur avec une moyenne au bâton de ,341 et il bat le record de franchise de Craig Biggio avec une saison de 225 coups sûrs. Au dernier mois de l'année, le club congédie son gérant, Bo Porter.

## Intersaison
Le premier geste posé par les Astros est de présenter, deux jours après la conclusion de leur saison 2014, le 18e gérant de l'histoire de leur franchise : A. J. Hinch, qui avait dirigé les Diamondbacks de l'Arizona en 2009 et 2010.
Le 5 novembre 2014, Houston échange le jeune lanceur droitier Nick Tropeano et le receveur des ligues mineures Carlos Pérez aux Angels de Los Angeles contre le receveur Hank Conger.
Désireux d'améliorer leur personnel de releveurs, une de leurs faiblesses apparentes en 2014, les Astros poursuivent les services du gaucher Andrew Miller, un ancien de Baltimore, mais celui-ci repousse l'offre du club texan, qui lui offre 40 millions de dollars pour 4 ans, et plutôt en accepter une, pourtant moins généreuse, des Yankees de New York. Cette somme économisée est ainsi dépensée sur deux lanceurs de relève qui étaient agents libres et dont l'arrivée est annoncée le 12 décembre 2014 : le droitier Luke Gregerson s'amène d'Oakland sur un contrat de 18,5 millions de dollars pour 3 ans et Pat Neshek, un autre droitier, rejoint Houston sur un contrat de 12,5 millions pour deux saisons après avoir évolué pour Oakland et Saint-Louis dans les dernières années. Plus tard, le 13 février 2015, les Astros offrent un contrat des ligues mineures au vétéran releveur gaucher Joe Thatcher.
Le 15 décembre 2014, l'arrêt-court Jed Lowrie, après deux saisons passées, dans son cas également, à Oakland, accepte un contrat de 3 ans des Astros, un club pour lequel il avait brièvement évolué en 2012.
Le 14 janvier 2015, une transaction avec les Braves d'Atlanta permet aux Astros d'acquérir le receveur Evan Gattis, qui évoluera au champ gauche et possiblement au poste de frappeur désigné. Le lanceur droitier des ligues mineures James Hoyt est aussi obtenu des Braves dans cette transaction, tandis que Houston cède les lanceurs droitiers Michael Foltynewicz et Rio Ruiz ainsi que le joueur de troisième but Andrew Thurman.
Le 19 janvier 2015, les Astros cèdent le voltigeur Dexter Fowler aux Cubs de Chicago contre le joueur de troisième but Luis Valbuena et le lanceur droitier Dan Straily.

## Calendrier pré-saison
L'entraînement de printemps 2015 des Astros se déroule du 5 mars au 4 avril.

## Saison régulière
La saison régulière de 162 matchs des Astros débute le 6 avril par la visite à Houston des Indians de Cleveland et se termine le 4 octobre suivant.

### Classement
| Ligue américaine division Ouest | V  | D  | %    | Diff. | Diff. (séries) |
| ------------------------------- | -- | -- | ---- | ----- | -------------- |
| Rangers du Texas                | 88 | 74 | ,543 | -     | -              |
| Astros de Houston               | 86 | 76 | ,531 | 2     | -              |
| Angels de Los Angeles           | 85 | 77 | ,525 | 3     | 1              |
| Mariners de Seattle             | 76 | 86 | ,469 | 12    | 10             |
| Athletics d'Oakland             | 68 | 94 | ,420 | 20    | 18             |

### Avril
- 24 avril au 3 mai : Les Astros remportent 10 victoires de suite[22], leur meilleure séquence depuis leur record d'équipe de 12 succès consécutifs en 2004[23]. Leurs 18 victoires en 25 matchs représentent le meilleur début de saison de l'histoire de la franchise[24].

### Mai
- 4 mai : Dallas Keuchel des Astros est nommé meilleur est nommé lanceur du mois d'avril dans la Ligue américaine[25].

### Juin
- 3 juin : Dallas Keuchel des Astros est nommé lanceur du mois de mai 2015 dans la Ligue américaine, honneur qu'il reçoit pour une deuxième mois de suite[26].
- 16 juin : Le New York Times rapporte[27],[28] que des employés de direction des Cardinals de Saint-Louis sont sous enquête du FBI pour le hacking et la fuite, en juin 2014, des données confidentielles des Astros de Houston qui étaient contenus dans Ground Control, leur réseau interne[29].
- 2 juillet : Carlos Correa, qui a fait ses débuts dans les majeures pour les Astros le 8 juin précédent, est nommé meilleure recrue du mois de juin 2015 dans la Ligue américaine[30].

### Juillet
- 23 juillet : Les Astros font l'acquisition du lanceur partant gaucher Scott Kazmir des Athletics d'Oakland en échange de deux joueurs de ligues mineures, le lanceur droitier Daniel Mengden et le receveur Jacob Nottingham[31].

### Août
- 21 août : Dans une victoire de 3-0 sur les Dodgers de Los Angeles, Mike Fiers des Astros réussit le premier match sans point ni coup sûr lancé au Minute Maid Park de Houston depuis l'ouverture du stade en 2000[32].

### Septembre
- 2 septembre : Meilleur lanceur du mois d'août 2015 dans la Ligue américaine, Dallas Keuchel est le premier joueur des Astros à recevoir l'honneur à trois reprises dans une même saison[33].

### Octobre
- 2 octobre : Dallas Keuchel devient le 10e lanceur (et 2e gaucher) à remporter 20 victoires pour les Astros, dans un match où Houston établit un nouveau record de franchise pour les points marqués, l'emportant 21-5 à Phoenix sur les Diamondbacks de l'Arizona[34].
- 4 octobre : 
  - Malgré une défaite en Arizona au dernier jour de la saison régulière, les Astros se qualifient pour leurs premières séries éliminatoires depuis 2005 grâce à la défaite de leurs poursuivants au classement, les Angels de Los Angeles, aux mains des champions de la division Ouest, les Rangers du Texas[35].
  - Les 3 coups sûrs de José Altuve dans le dernier match de la saison 2015 permettent au joueur étoile des Astros d'atteindre pour une seconde saison consécutive les 200, le plus haut total de la Ligue américaine et le second plus élevé des majeures derrière les 205 de Dee Gordon[36].
- 6 octobre : Match de meilleur deuxième de la Ligue américaine entre les Astros et les Yankees de New York au Yankee Stadium.

## Affiliations en ligues mineures
| Niveau            | Équipe                        | Ligue                         |
| ----------------- | ----------------------------- | ----------------------------- |
| AAA               | Grizzlies de Fresno           | Ligue de la côte du Pacifique |
| AA                | Hooks de Corpus Christi       | Texas League                  |
| A-Advanced        | JetHawks de Lancaster         | California League             |
| A                 | River Bandits des Quad Cities | Midwest League                |
| A (saison courte) | Tri-City ValleyCats           | New York - Penn League        |
| Ligue des recrues | Astros de Greeneville         | Appalachian League            |
| Ligue des recrues | Gulf Coast League Astros      | Gulf Coast League             |
| Ligue des recrues | DSL Astros                    | Dominican Summer League       |